# Abies

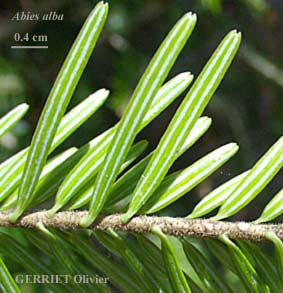
Fulles d' Abies alba, típicament escotades a la punta

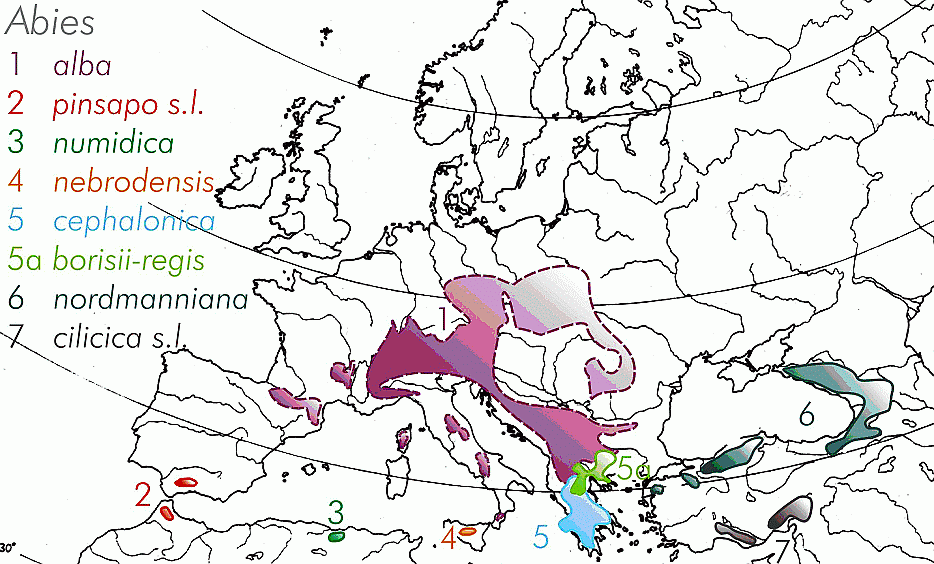
Espècies europees d'Abies

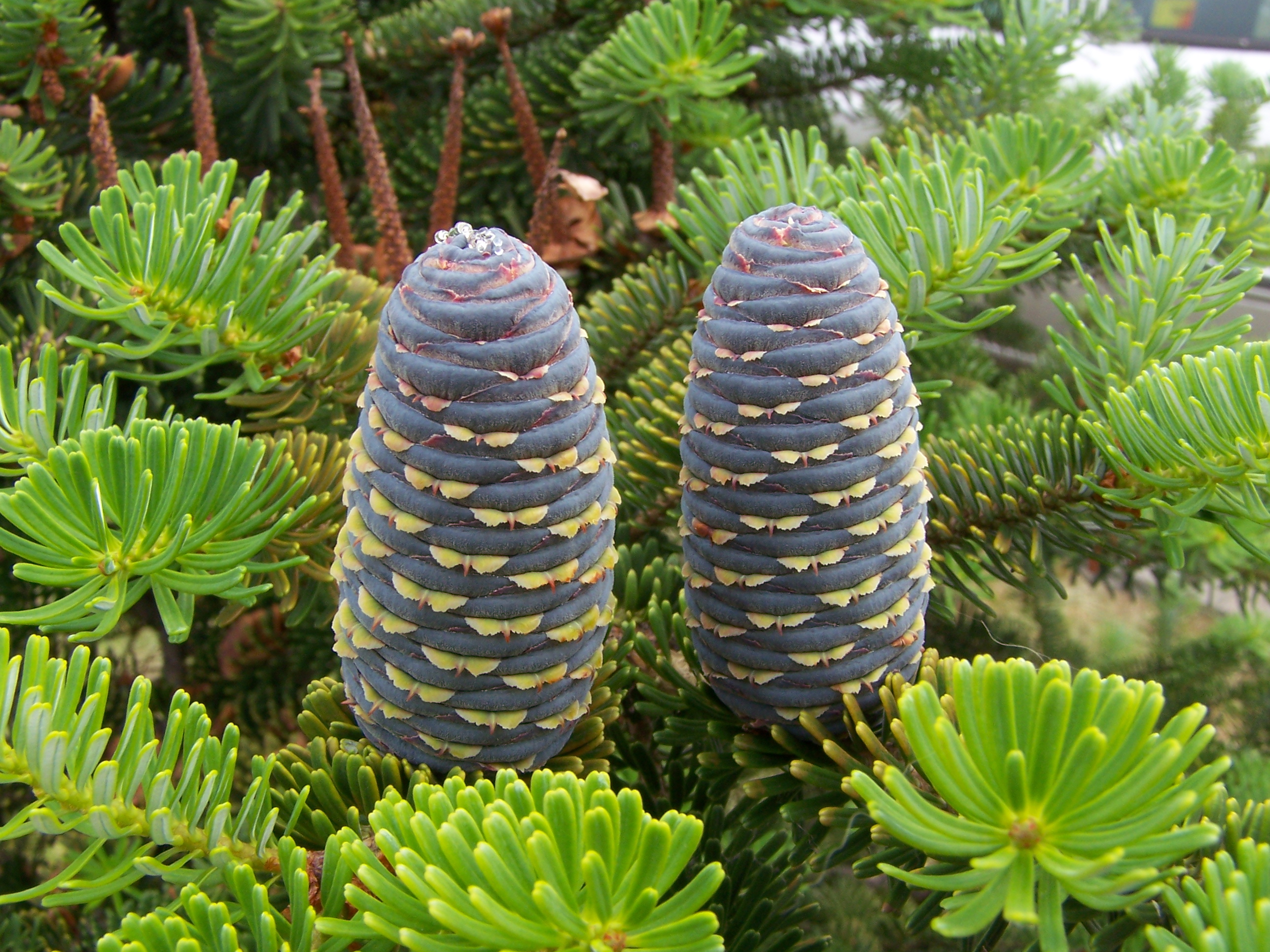
Abies koreana

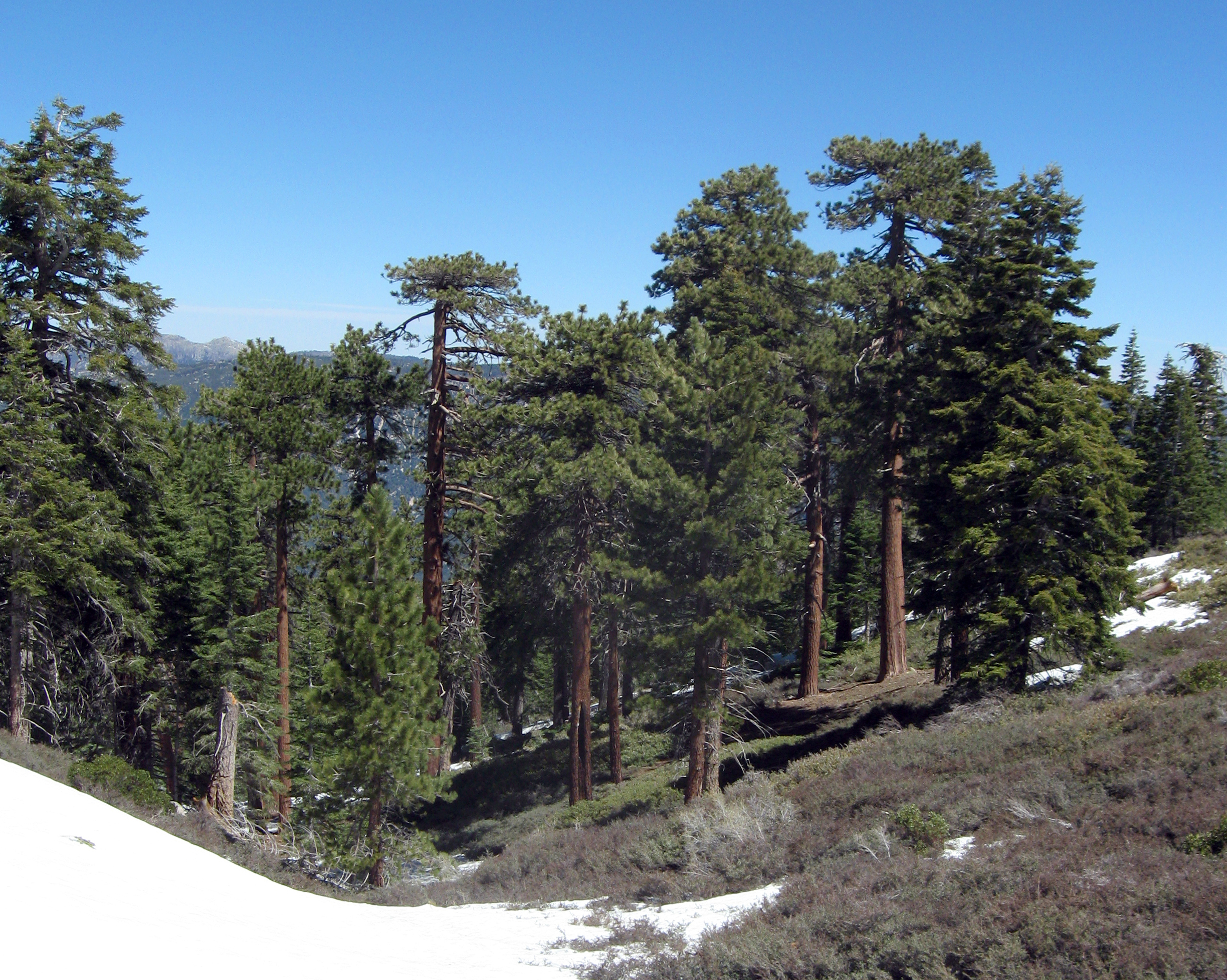
Abies concolor

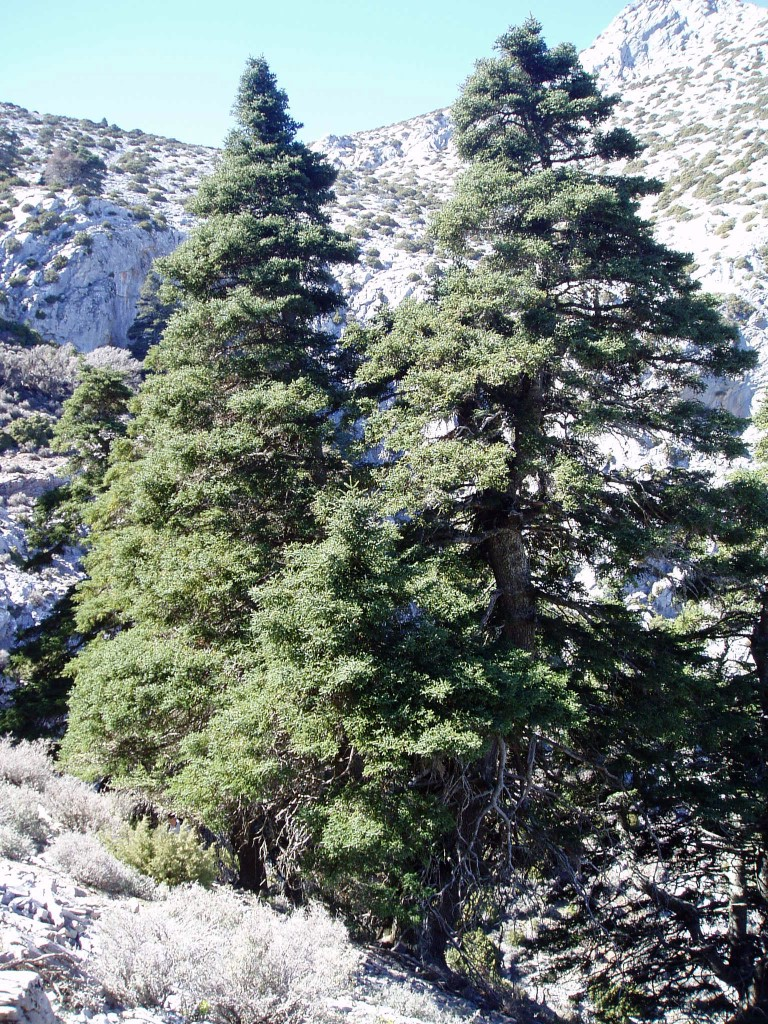
Abies pinsapo

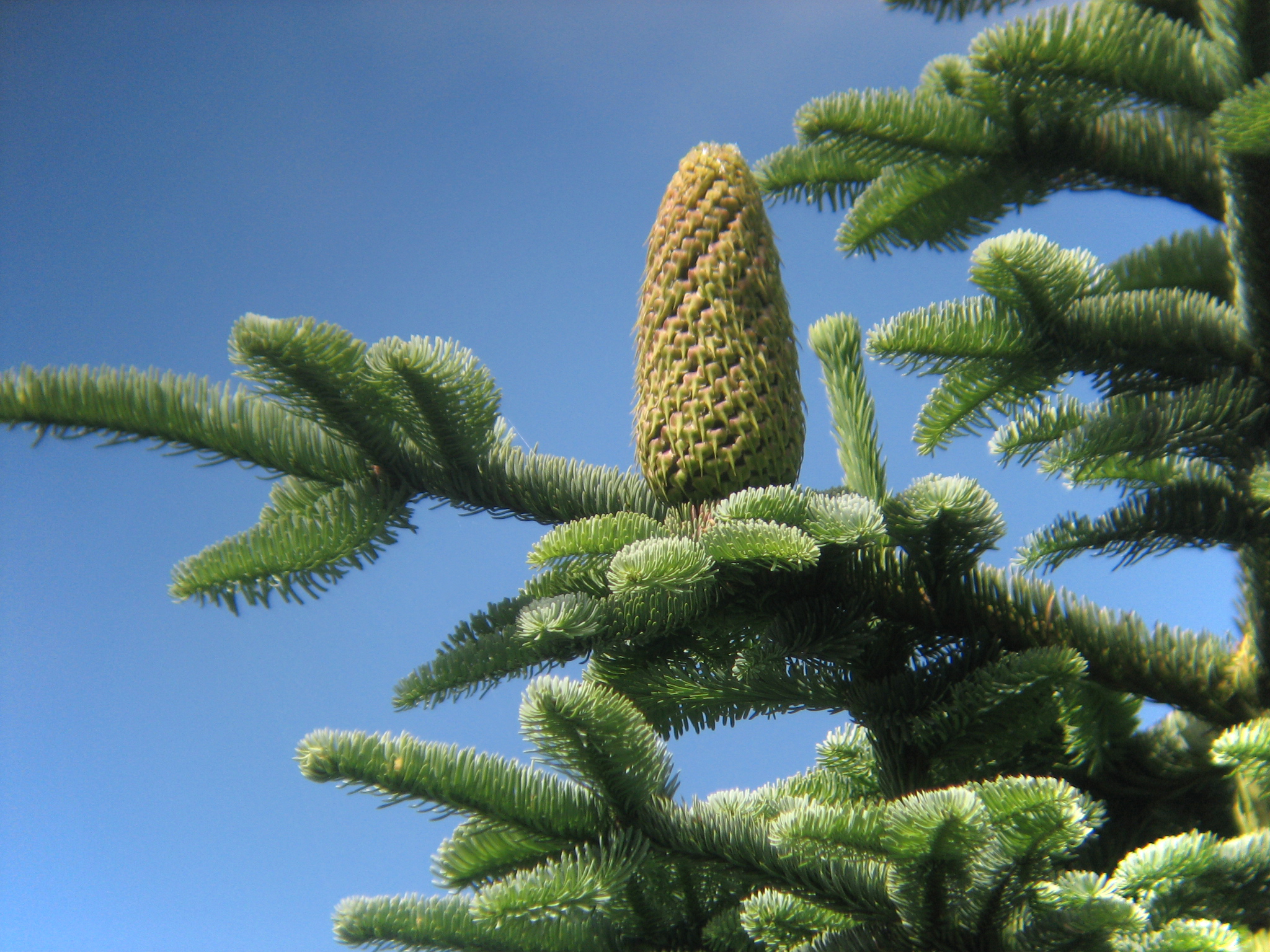
Abies procera

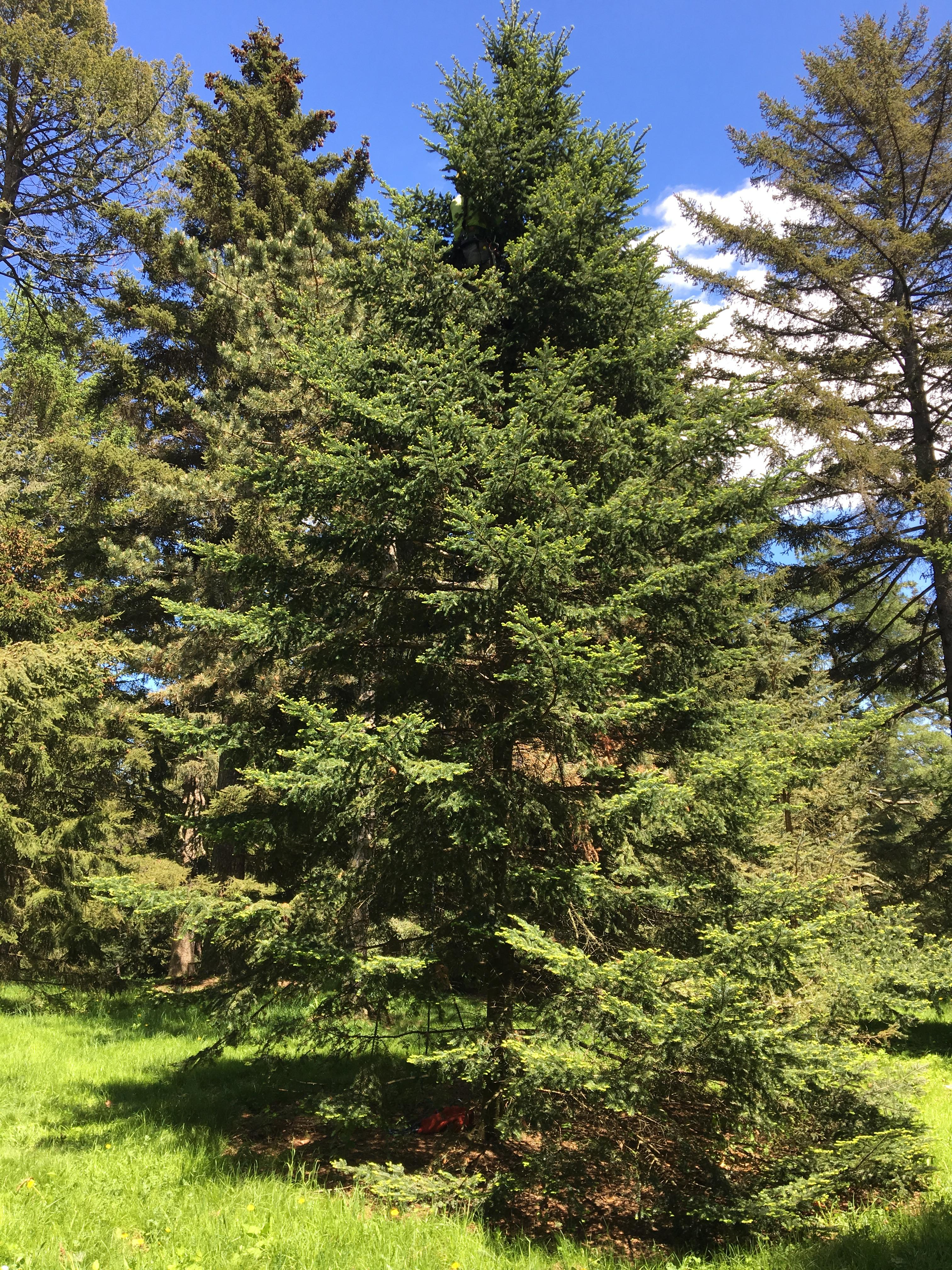
Abies balsamea

Abies és un gènere de coníferes de la família de les pinàcies que inclou els avets verdaders. L'única espècie d'Abies nadiua dels Països Catalans és Abies alba, que creix espontàniament en alguns vessants ombrívols del Pirineu i del Montseny. A les serrelades Bètiques del sud de la península Ibèrica creix Abies pinsapo.

## Distribució
Les espècies del gènere Abies es distribueixen per l'Hemisferi Nord sobre tot a les regions temperades i boreals, especialment en zones muntanyoses.
Més de la meitat dels avets que hi ha a Catalunya són a la Val d'Aran, on és l'espècie més abundant, amb un total de 7 milions de peus. La segona comarca amb més avets és el Pallars Sobirà, i la tercera, l'Alt Urgell.

## Característiques
Els avets es distingeixen d'altres membres de la família de les pinàcies per les seves fulles en forma d'agulla que estan unides a la branca per un peu que recorda a una petita ventosa i pels seus fruits: cons cilíndrics d'entre 5 i 25 cm de llarg, compactes, amb escates o bràctees, que s'alcen erectes sobre les branques, agrupats a prop de la part superior. En madurar, aquests cons no es desprenen de l'avet com les pinyes dels pins, sinó que en aquest cas es descomponen alliberant els pinyons.
La identificació de les espècies es basa en la grandària i disposició de les fulles, la grandària i forma dels cons i en si les bràctees dels mateixos són llargues i esteses o curtes i amagades dins del con.

## Espècies
- Secció Balsamea
  - Abies fraseri -[3]
  - Abies balsamea -[4]
    - Abies balsamea var. phanerolepis -

  - Abies lasiocarpa -[5]
    - Abies lasiocarpa var. arizonica -

  - Abies sibirica -[6]
  - Abies sachalinensis -[7]
  - Abies koreana -[8]
  - Abies nephrolepis -[9]
  - Abies veitchii -[10]
    - Abies veitchii var. sikokiana -[11]

Secció Grandis
- Abies grandis[12]
  -     - Abies grandis var. idahoensis -

  - Abies concolor[13]
    - Abies concolor subsp. lowiana -

  - Abies durangensis -[14]
    - Abies durangensis var. coahuilensis -

  - Abies flinckii -[15]
  - Abies guatemalensis -[16][17]

- Secció Abies
  - Abies nebrodensis -[18]
  - Abies alba -[19]
  - Abies borisii-regis -[20]
  - Abies cephalonica -[21]
  - Abies nordmanniana -[22]
    - Abies nordmanniana subsp. equi-trojani -

  - Abies cilicica -[23]

- Secció Piceaster
  - Abies pinsapo -[24]
    - Abies pinsapo var. marocana -

  - Abies numidica -[25]

- Secció Momi
  - Abies kawakamii -[26]
  - Abies homolepis -[27]
  - Abies recurvata -[28]
    - Abies recurvata var. ernestii -

  - Abies firma -[29]
  - Abies beshanzuensis -[30]
  - Abies holophylla -[31]
  - Abies chensiensis -[32]
    - Abies chensiensis subsp. salouenensis -

  - Abies pindrow -[33]
  - Abies ziyuanensis -[34]

- Secció Amabilis
  - Abies amabilis -[35]
  - Abies mariesii -[36]

- Secció Pseudopicea
  - Abies delavayi -[37]
  - Abies fabri -[38][39]
  - Abies forrestii -[40]
  - Abies chengii -[41]
  - Abies densa -[42]
  - Abies spectabilis -[43]
  - Abies fargesii -[44]
  - Abies fanjingshanensis -[45]
  - Abies yuanbaoshanensis -
  - Abies squamata -

- Secció Oiamel
  - Abies religiosa -[46][47]
  - Abies vejarii - 
    - Abies vejarii var. mexicana -

  - Abies hickelii - 
    - Abies hickelii var. oaxacana -

- Secció Nobilis
  - Abies procera -
  - Abies magnifica - 
    - Abies magnifica var. shastensis -

- Secció Bracteata
  - Abies bracteata -